# Източни Бескиди
Източните Бескиди (на полски: Beskidy Wschodnie; на словашки: Východné Beskydy; на украински: Східні Бескиди) е планински хребет, простиращ се на протежение около 150 km от запад на изток, в крайната северозападна част на Източните Карпати, на територията на Полша, Словакия и Украйна. На запад чрез Таличкия проход (680 m) се свързва със Западните Бескиди (част от Западните Карпати), а на изток чрез Ужокския проход (852 m) – с планината Горгани (Днестровски Бескиди). Състоят се две основни части: Бешчади на изток (връх Тарница 1348 m, 49°04′29″ с. ш. 22°43′36″ и. д. / 49.074722° с. ш. 22.726667° и. д.), издигащ се в източната му част, на територията на Полша и Ниски Бескиди на запад (връх Бусов 1002 m, 49°23′16″ с. ш. 21°09′47″ и. д. / 49.387778° с. ш. 21.163056° и. д.), разделени от Лупковския проход (640 m). В някои източници към Източните Бескиди се отнасят разположеното южно от тях Ондавско възвишение (Вигорлат) (300 – 600 m) и североизточния участък на Украински Карпати – т.нар. Днестровски Бескиди (Горгани) (връх Магура 1363 m).

## Топографска карта
- М-34-Г М 1:500000[2]